# 2012-es MAVTV 500 INDYCAR World Championships
A 2012-es MAVTV 500 INDYCAR World Championships volt a 2012-es Izod IndyCar Series szezon tizenötödik egyben utolsó futama, melyet 2012. szeptember 15-én rendeztek meg a Kaliforniai Auto Club Speedwayen.

## Nevezési lista
| Csapat                           | Motor     | Első pilóta | Első pilóta         | Második pilóta | Második pilóta     | Harmadik pilóta | Harmadik pilóta   | Negyedik pilóta | Negyedik pilóta  |
| -------------------------------- | --------- | ----------- | ------------------- | -------------- | ------------------ | --------------- | ----------------- | --------------- | ---------------- |
| Team Penske                      | Chevrolet | 2           | Ryan Briscoe        | 3              | Hélio Castroneves  | 12              | Will Power        |                 |                  |
| Panther Racing                   | Chevrolet | 4           | J. R. Hildebrand    |                |                    |                 |                   |                 |                  |
| KV Racing Technology             | Chevrolet | 5           | E. J. Viso          | 8              | Rubens Barrichello | 11              | Tony Kanaan       |                 |                  |
| Dragon Racing                    | Chevrolet | 6           | Katherine Legge     |                |                    |                 |                   |                 |                  |
| Target Chip Ganassi Racing       | Honda     | 9           | Scott Dixon         | 10             | Dario Franchitti   | 38              | Graham Rahal      | 83              | Charlie Kimball  |
| A. J. Foyt Enterprises           | Honda     | 14          | Wade Cunningham     |                |                    |                 |                   |                 |                  |
| Rahal Letterman Laningan Racing  | Honda     | 15          | Szató Takuma        |                |                    |                 |                   |                 |                  |
| Andretti Autosport               | Chevrolet | 17          | Sebastián Saavedra  | 26             | Marco Andretti     | 27              | James Hinchcliffe | 28              | Ryan Hunter-Reay |
| Dale Coyne Racing                | Honda     | 18          | Justin Wilson       | 19             | James Jakes        |                 |                   |                 |                  |
| Ed Carpenter Racing              | Chevrolet | 20          | Ed Carpenter        |                |                    |                 |                   |                 |                  |
| Panther-Dreyer & Reinbold Racing | Chevrolet | 22          | Oriol Servià        |                |                    |                 |                   |                 |                  |
| Sarah Fisher Hartman Racing      | Honda     | 67          | Josef Newgarden     |                |                    |                 |                   |                 |                  |
| Schmidt Hamilton Motorsports     | Honda     | 77          | Simon Pagenaud      |                |                    |                 |                   |                 |                  |
| Lotus-HVM Racing                 | Lotus     | 78          | Simona de Silvestro |                |                    |                 |                   |                 |                  |
| Team Barracuda – BHA             | Honda     | 98          | Alex Tagliani       |                |                    |                 |                   |                 |                  |
| HIVATALOS NEVEZÉSI LISTA         |           |             |                     |                |                    |                 |                   |                 |                  |

### Rajtrács
| Rajtsor | Belső ív | Belső ív          | Belső ív         | Külső ív | Külső ív            | Külső ív         |
| --- | -------- | ----------------- | ---------------- | -------- | ------------------- | ---------------- |
| 1 | 26       | Marco Andretti    | 216.069          | 2        | Ryan Briscoe        | 216.058          |
| 2 | 11       | Tony Kanaan       | 214.877          | 4        | J. R. Hildebrand    | 214.719          |
| 3 | 20       | Ed Carpenter      | 214.684          | 8        | Rubens Barrichello  | 213.527          |
| 4 | 6        | Katherine Legge   | 213.308          | 22       | Oriol Servià        | 212.533          |
| 5 | 10       | Dario Franchitti  | 211.999          | 17       | Sebastián Saavedra  | 210.619          |
| 6 | 5        | E. J. Viso        | 210.134          | 19       | James Jakes         | 208.056          |
| 7 | 12       | Will Power        | 215.940 ‡        | 67       | Josef Newgarden     | 215.919 †        |
| 8 | 9        | Scott Dixon       | 215.391 †        | 98       | Alex Tagliani       | 215.226 †        |
| 9 | 3        | Hélio Castroneves | 214.409 ‡        | 38       | Graham Rahal        | 214.015 †        |
| 10 | 27       | James Hinchcliffe | 213.726 †        | 77       | Simon Pagenaud      | 213.282 †        |
| 11 | 15       | Szató Takuma      | 213.222 †        | 28       | Ryan Hunter-Reay    | 212.773 ‡        |
| 12 | 83       | Charlie Kimball   | 211.531 †        | 14       | Wade Cunningham     | 209.526 †        |
| 13 | 18       | Justin Wilson     | Nincs sebesség † | 78       | Simona de Silvestro | Nincs sebesség † |
| † Newgarden, Dixon, Tagliani, Rahal, Hinchcliffe, Pagenaud, Sato, Kimball, Cunningham, Wilson and de Silvestro tízhelyes rajtbüntetést kapott motorcseréért ‡ Power, Castroneves és Hunter-Reay túllépte az ötmotoros keretet. |          |                   |                  |          |                     |                  |

### Verseny végeredménye

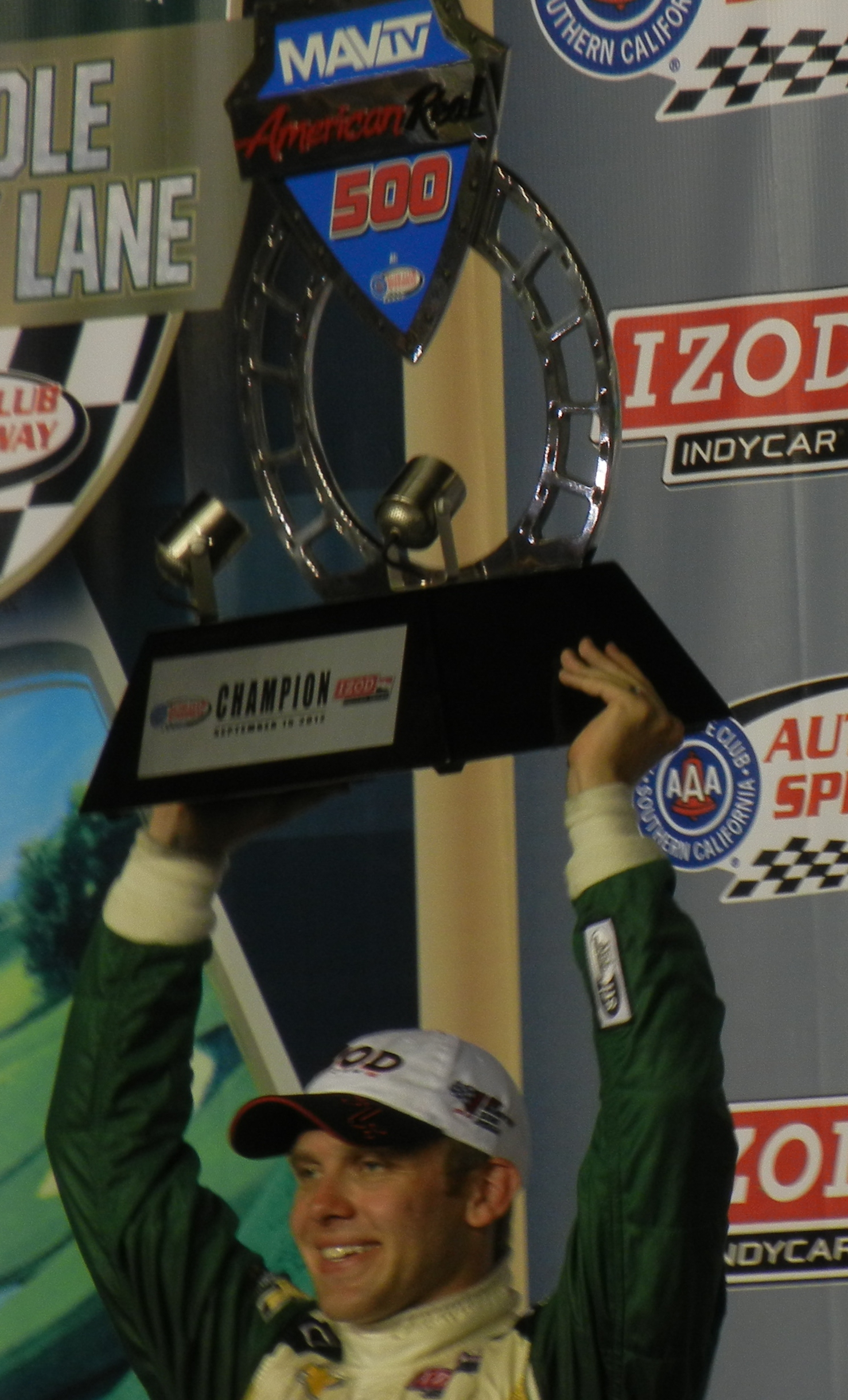
Ed Carpenter, a 2012-es MAVTV 500 győztese

| Pozíció | No. | Pilóta              | Csapat                           | Motor     | Futott kör | Idő/Kiesés oka | Rajthely | Élen töltött körök száma | Pont |
| ------- | --- | ------------------- | -------------------------------- | --------- | ---------- | -------------- | -------- | ------------------------ | ---- |
| 1.      | 20  | Ed Carpenter        | Ed Carpenter Racing              | Chevrolet | 250        | 2:57:34.7433   | 5        | 62                       | 52   |
| 2.      | 10  | Dario Franchitti    | Chip Ganassi Racing              | Honda     | 250        | +1.9132        | 9        | 15                       | 40   |
| 3.      | 9   | Scott Dixon         | Chip Ganassi Racing              | Honda     | 250        | +2.6091        | 15       | 25                       | 35   |
| 4.      | 28  | Ryan Hunter-Reay    | Andretti Autosport               | Chevrolet | 250        | +3.0477        | 22       | 0                        | 32   |
| 5.      | 3   | Hélio Castroneves   | Team Penske                      | Chevrolet | 250        | +4.1933        | 17       | 2                        | 30   |
| 6.      | 38  | Graham Rahal        | Chip Ganassi Racing              | Honda     | 250        | +5.4381        | 18       | 0                        | 28   |
| 7.      | 15  | Szató Takuma        | Rahal Letterman Lanigan Racing   | Honda     | 249        | Baleset        | 21       | 6                        | 26   |
| 8.      | 26  | Marco Andretti      | Andretti Autosport               | Chevrolet | 249        | +1 Kör         | 1        | 3                        | 25   |
| 9.      | 6   | Katherine Legge     | Dragon Racing                    | Chevrolet | 249        | +1 Kör         | 7        | 0                        | 22   |
| 10.     | 83  | Charlie Kimball     | Chip Ganassi Racing              | Honda     | 249        | +1 Kör         | 23       | 0                        | 20   |
| 11.     | 4   | J. R. Hildebrand    | Panther Racing                   | Chevrolet | 248        | +2 Kör         | 4        | 56                       | 19   |
| 12.     | 19  | James Jakes         | Dale Coyne Racing                | Honda     | 248        | +2 Kör         | 12       | 10                       | 18   |
| 13.     | 27  | James Hinchcliffe   | Andretti Autosport               | Chevrolet | 247        | +3 Kör         | 19       | 0                        | 17   |
| 14.     | 14  | Wade Cunningham     | A.J. Foyt Enterprises            | Honda     | 246        | +4 Kör         | 24       | 0                        | 16   |
| 15.     | 77  | Simon Pagenaud      | Schmidt Hamilton Motorsports     | Honda     | 246        | +4 Kör         | 20       | 0                        | 15   |
| 16.     | 67  | Josef Newgarden     | Sarah Fisher Hartman Racing      | Honda     | 244        | +6 Kör         | 14       | 1                        | 14   |
| 17.     | 2   | Ryan Briscoe        | Team Penske                      | Chevrolet | 244        | +6 Kör         | 2        | 2                        | 13   |
| 18.     | 11  | Tony Kanaan         | KV Racing Technology             | Chevrolet | 240        | Baleset        | 3        | 47                       | 12   |
| 19.     | 22  | Oriol Servià        | Panther-Dreyer & Reinbold Racing | Chevrolet | 231        | +19 Kör        | 6        | 0                        | 12   |
| 20.     | 98  | Alex Tagliani       | Team Barracuda – BHA             | Honda     | 229        | Baleset        | 16       | 21                       | 12   |
| 21.     | 17  | Sebastian Saavedra  | Andretti Autosport               | Chevrolet | 118        | Elektronika    | 10       | 0                        | 12   |
| 22.     | 8   | Rubens Barrichello  | KV Racing Technology             | Chevrolet | 107        | Motor          | 6        | 0                        | 12   |
| 23.     | 18  | Justin Wilson       | Dale Coyne Racing                | Honda     | 80         | Váltó          | 25       | 0                        | 12   |
| 24.     | 12  | Will Power          | Team Penske                      | Chevrolet | 66         | Baleset        | 13       | 0                        | 12   |
| 25.     | 5   | E.J. Viso           | KV Racing Technology             | Chevrolet | 65         | Kezelhetőség   | 11       | 0                        | 10   |
| 26.     | 78  | Simona de Silvestro | HVM Racing                       | Lotus     | 16         | Kezelhetőség   | 26       | 0                        | 10   |

### Verseny statisztikák
A verseny alatt 30-szor változott az élen álló személye 12 versenyző között.
| Változás az élen | Változás az élen  |
| Kör              | Élen              |
| ---------------- | ----------------- |
| 1                | Tony Kanaan       |
| 2                | Marco Andretti    |
| 5                | J. R. Hildebrand  |
| 36               | Ryan Briscoe      |
| 38               | Szató Takuma      |
| 40               | Josef Newgarden   |
| 41               | J. R. Hildebrand  |
| 66               | Ed Carpenter      |
| 76               | James Jakes       |
| 86               | Ed Carpenter      |
| 110              | Scott Dixon       |
| 111              | Ed Carpenter      |
| 123              | Scott Dixon       |
| 134              | Tony Kanaan       |
| 148              | Hélio Castroneves |
| 150              | Szató Takuma      |
| 153              | Tony Kanaan       |
| 185              | Scott Dixon       |
| 196              | Ed Carpenter      |
| 197              | Scott Dixon       |
| 199              | Ed Carpenter      |
| 204              | Alex Tagliani     |
| 218              | Ed Carpenter      |
| 219              | Alex Tagliani     |
| 224              | Dario Franchitti  |
| 226              | Alex Tagliani     |
| 228              | Szató Takuma      |
| 229              | Ed Carpenter      |
| 237              | Dario Franchitti  |
| 250              | Ed Carpenter      |

| Élen töltött körök száma | Élen töltött körök száma        |
| Körök                    | Versenyző                       |
| ------------------------ | ------------------------------- |
| 62                       | Ed Carpenter                    |
| 56                       | J. R. Hildebrand                |
| 47                       | Tony Kanaan                     |
| 25                       | Scott Dixon                     |
| 21                       | Alex Tagliani                   |
| 15                       | Dario Franchitti                |
| 10                       | James Jakes                     |
| 6                        | Szató Takuma                    |
| 3                        | Marco Andretti                  |
| 2                        | Hélio Castroneves, Ryan Briscoe |
| 1                        | Josef Newgarden                 |

| Sárga zászlók: 7 alkalommal összesen 43 körön át | Sárga zászlók: 7 alkalommal összesen 43 körön át |
| Körök                                            | Ok                                               |
| ------------------------------------------------ | ------------------------------------------------ |
| 56-64                                            | #12-es autó balesete a 2-es kanyarban            |
| 74-84                                            | #6-os és #18-as autó balesete a 3-as kanyarban   |
| 108-114                                          | #8-as autó megállása a 2-es kanyarban            |
| 182-188                                          | #2-es autó balesete a 4-es kanyarban             |
| 230-234                                          | #98-as autó balesete a 4-es kanyarban            |
| 241-243                                          | #11-es autó balesete a 4-es kanyarban            |
| 250                                              | #15-ös autó balesete a 2-es kanyarban            |